# Предпучок (теория категорий)
Предпучок в теории категорий — конструкция, обобщающая топологическое понятие предпучка.
Формально, предпучок {\displaystyle F} на категории {\displaystyle C} со значениями в категории {\displaystyle V} — это функтор {\displaystyle F\colon C^{\mathrm {op} }\to \mathbf {V} }, то есть контравариантный функтор из {\displaystyle C} в {\displaystyle V}. Чаще всего рассматривают предпучки со значениями в категории множеств. Если {\displaystyle C} — частично упорядоченное множество открытых множеств топологического пространства по включению, то категорный предпучок задаёт предпучок на топологическом пространстве в смысле, используемом в теории пучков.
Морфизмы между предпучками можно определить как естественные преобразования функторов. Это позволяет рассмотреть категорию функторов {\displaystyle {\widehat {C}}=\mathbf {Set} ^{C^{\mathrm {op} }}}. Функтор в {\displaystyle {\widehat {C}}} называют профунктором.
Предпучок, естественно изоморфный функтору Hom {\displaystyle \mathrm {Hom} (-,A)} для некоторого объекта {\displaystyle A} категории {\displaystyle C} называется представимым предпучком.
Широко используемый пример предпучка в теоретико-категорном смысле — симплициальное множество, являющееся предпучком на симплициальной категории {\displaystyle \Delta } со значениями в категории множеств.

## Свойства
- Если {\displaystyle C} — малая категория, то категория пучков на ней {\displaystyle {\widehat {C}}=\mathbf {Set} ^{C^{\mathrm {op} }}} является декартово замкнутой, и даже топосом. Также она является полной и кополной.
- Локально малая категория допускает полное и унивалентное вложение в категорию пучков на ней со значениями в {\displaystyle \mathbf {Set} } — вложение Йонеды.